# Oxalis oregana
Oxalis oregana ist eine Pflanzenart aus der Gattung Sauerklee (Oxalis) innerhalb der Familie der Sauerkleegewächse (Oxalidaceae). Sie ist im westlichen Nordamerika verbreitet.

## Beschreitung

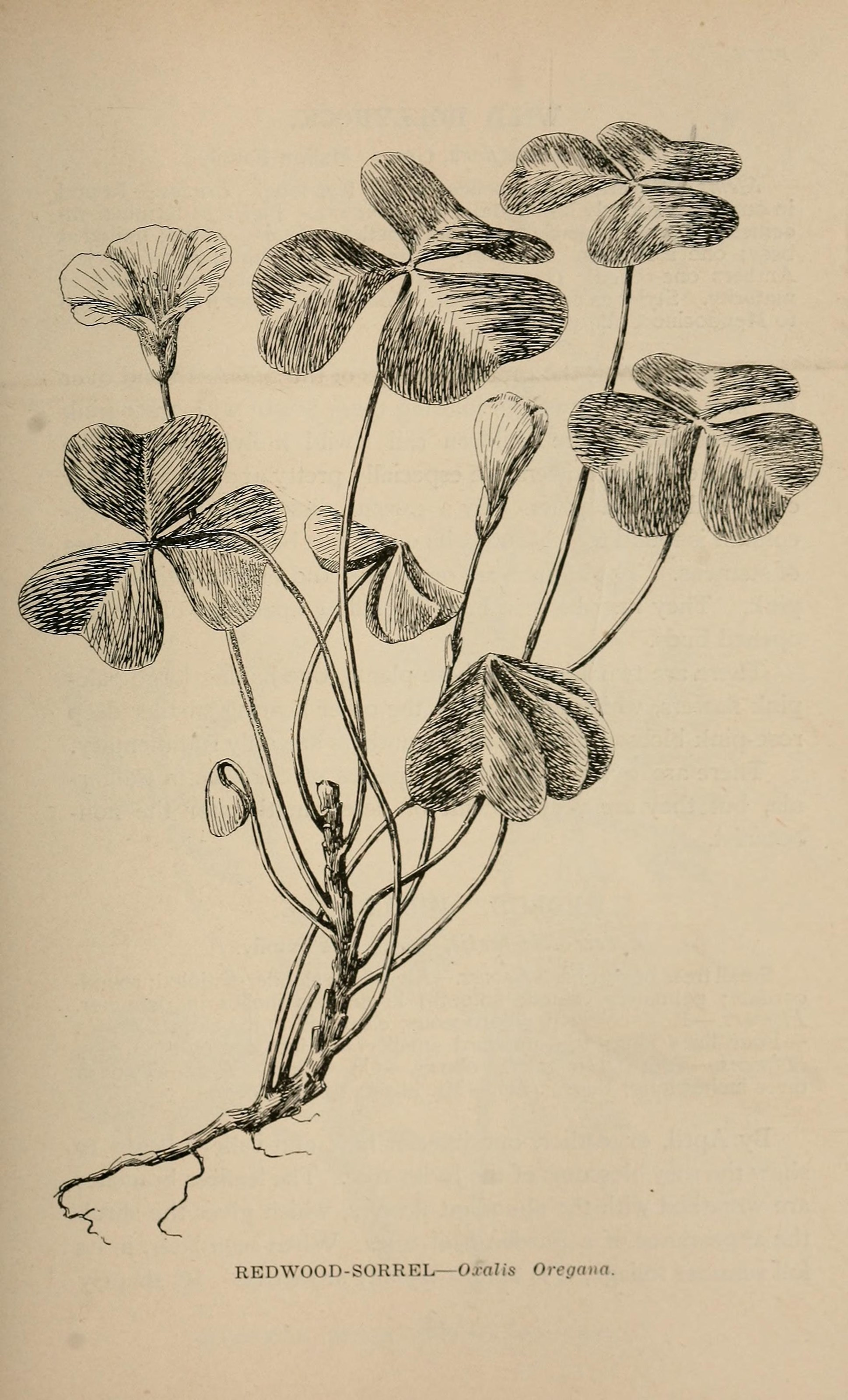
Illustration aus The wild flowers of California, S. 197

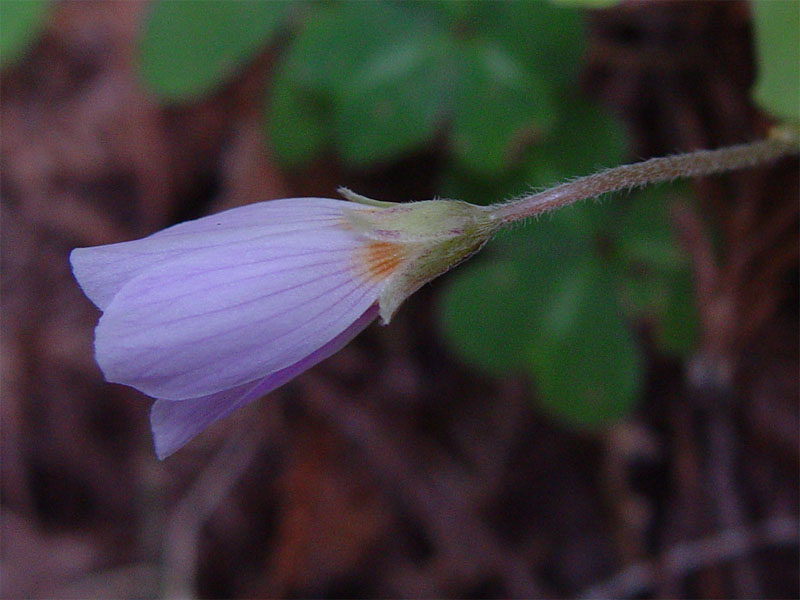
Blüte von der Seite mit Kelch und Krone

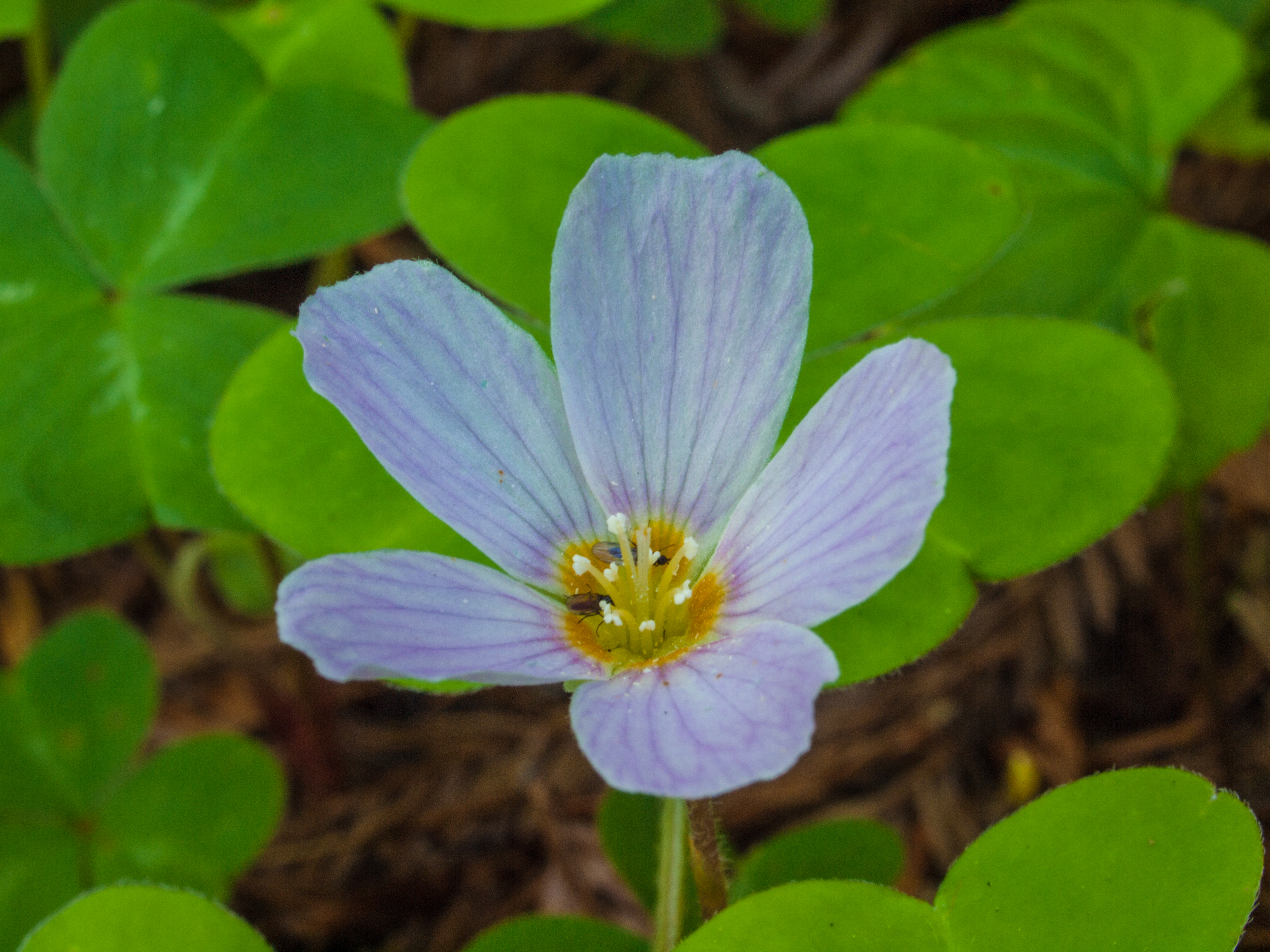
Fünfzählige Blüte im Detail

### Vegetative Merkmale
Oxalis oregana ist eine ausdauernde krautige Pflanze und erreicht Wuchshöhen von 5 bis 20 Zentimetern. Das Rhizom besitzt Schuppen.
Die grundständigen Laubblätter sind in Blattstiel und Blattspreite gegliedert. Der aufsteigende bis aufrechte Blattstiel ist 5 bis 15 Zentimeter lang. Die drei Teilblättchen sind bei einer Länge von 1 bis 4,5 Zentimetern herzförmig mit rosigen Unterseiten.

### Generative Merkmale
Der aufrechte Blütenstandsschaft ist 5 bis 15 Zentimeter lang und trägt nur eine Blüte. Die zwittrigen Blüten sind bei einem Durchmesser von 2,4 bis 4 Zentimetern radiärsymmetrisch und fünfzählig mit doppelter Blütenhülle. Die fünf Kelchblätter sind 5 bis 10 Millimeter lang. Die fünf weißen bis rosafarbenen Kronblätter sind 13 bis 20 Millimeter lang und ganzrandig. Es sind zwei Kreise mit je fünf Staubblättern vorhanden; die Staubfäden eines Staubblattkreises sind länger als die des anderen. Es sind fünf Griffel vorhanden.
Die behaarte, fünfkammerige Kapselfrucht ist bei einer Länge von 7 bis 9 Millimetern eiförmig. Die Samen sind mandelförmig.

## Lichtreaktion
Oxalis oregana assimiliert bei relativ geringen Lichtstärken (1/200 von vollem Sonnenlicht). Bei direktem Sonnenlicht werden die Teilblättchen nach unten zusammengefaltet und wieder ausgebreitet, sobald wieder schattige Verhältnisse herrschen. Die Reaktion dauert einige Minuten, ist aber mit bloßem Auge erkennbar.

## Vorkommen und Trivialnamen
Oxalis oregana kommt in feuchten Douglasien- und Küstenmammutbaum-Wäldern des westlichen Nordamerika vom südwestlichen British Columbia über  Washington und Oregon bis nach Kalifornien vor. Dort werden die englischen Trivialnamen redwood sorrel oder Oregon oxalis verwendet.

## Verwendung
Die Laubblätter von Oxalis oregana wurden von einigen Stämmen Nordamerikanischer Indianer gegessen, namentlich bei den Cowlitz, den Quileute und den Quinault. Wie Spinat enthalten sie die leicht toxische Oxalsäure, welche nach der Pflanzengattung benannt ist.